# بوليكاربو بونيلا
بوليكاربو بونيلا (بالإسبانية: Policarpo Bonilla) (و. 1858 – 1926 م) هو سياسي، ومحام من هندوراس ولد في تيجوسيجالبا.